# Quintanaortuño (kommunhuvudort)
Quintanaortuño är en kommunhuvudort i Spanien.   Den ligger i provinsen Provincia de Burgos och regionen Kastilien och Leon, i den norra delen av landet, 230 km norr om huvudstaden Madrid. Quintanaortuño ligger 866 meter över havet och antalet invånare är 158.
Terrängen runt Quintanaortuño är platt söderut, men norrut är den kuperad. Quintanaortuño ligger nere i en dal. Runt Quintanaortuño är det mycket tätbefolkat, med 1 411 invånare per kvadratkilometer. Närmaste större samhälle är Burgos, 12,2 km söder om Quintanaortuño. Trakten runt Quintanaortuño består till största delen av jordbruksmark.